# Géza Varasdi
Géza Varasdi, född 6 februari 1928 i Budapest, död i maj 2022, var en ungersk friidrottare.
Varasdi blev olympisk bronsmedaljör på 4 x 100 meter vid sommarspelen 1952 i Helsingfors.